# Kate

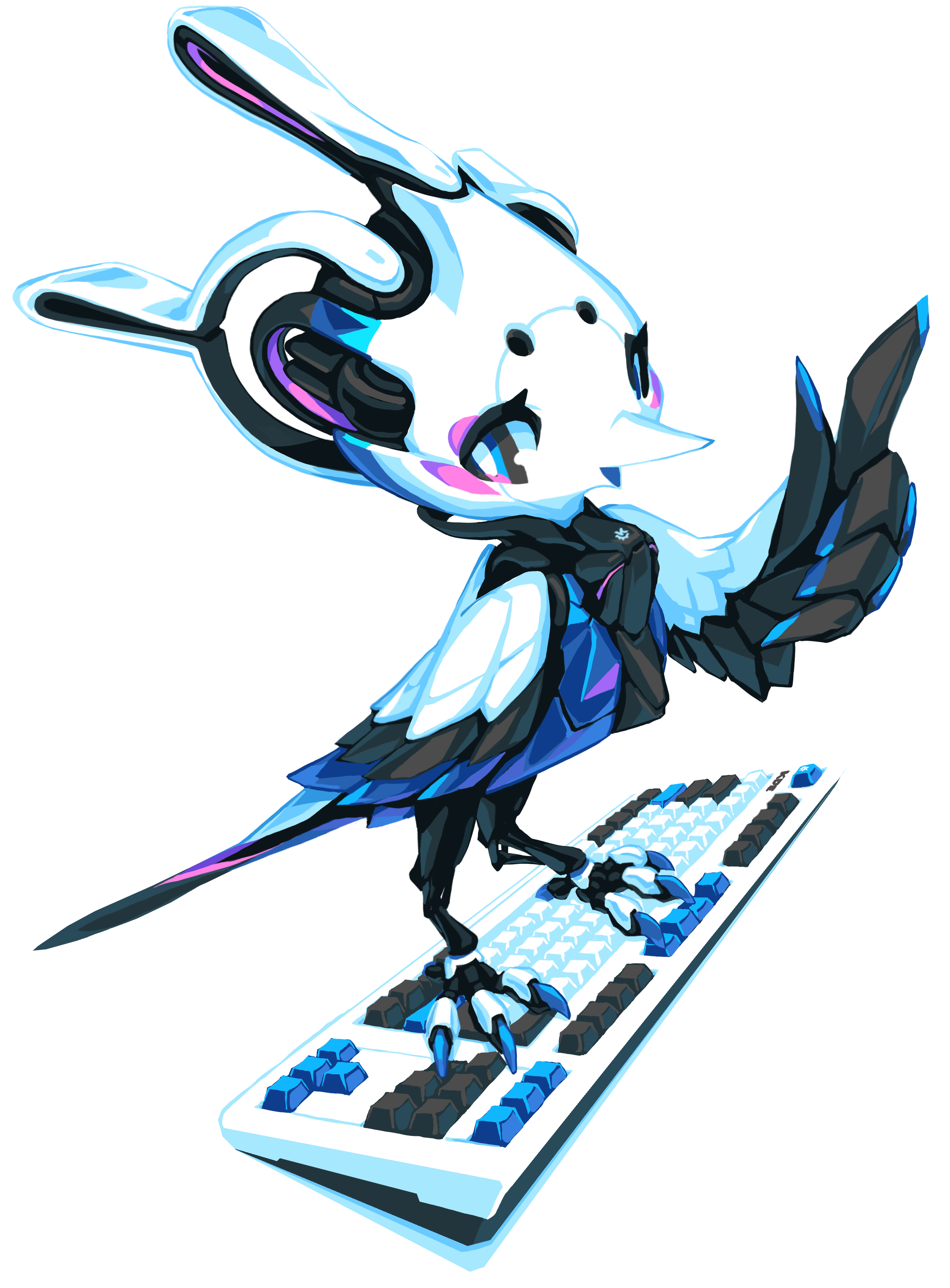
"Kate the Cyber Woodpecker" a Kate szövegszerkesztő jelenlegi kabalafigurája, melyet Tyson Tan alkotott 2021-ben

A KDE grafikus szövegszerkesztője, a betűszó jelentése: "KDE advanced text editor".

A Kate a kdebase csomag része a KDE 2.2-es (2002. augusztus 15.) verziója óta.
- Szintaktikai kiemelésre képes motorral rendelkezik
- Szöveg keresése és cseréje reguláris kifejezés alapján
- Egyszerre több dokumentum megnyitása egy ablakban

## Támogatott programnyelvek
- DHTML
- SMIL
- CSS
- JavaScript
- ASP
- JSP
- Perl
- CFML
- VBScript
- XML és XSL
- Stb.